# Perfumeのマジカル☆シティ
『Perfumeのマジカル☆シティ』（パフュームのマジカル☆シティ）は、Perfumeがパーソナリティを務めるスカパー!のスターデジオで放送されていたラジオ番組。

## 概要
- 2006年4月5日放送開始、2008年9月27日終了（レギュラー放送は9月24日まで）。
- この番組ではPerfumeの3人がマジカルシティの「市長」、リスナーは「市民」である。リスナーからのメールは「要望書」と呼ばれる。
- 3人の中から1人が週代わりで進行を担当する。
- 最後の挨拶は、三人揃っての「ばいばいき～ん！」である。

## 主なコーナー
主に週代わりのコーナーと、市民からの要望に応えるコーナーに分かれる。特に後者は放送時間のほぼ全てがこれにあてられる。
- Perfumeのこんな時どうする？ マイベストリアクション
お題に対して三人が各自のリアクションを考えて発表する。即興コントを行うことが多い。「勝手に三大○○」がコーナー化。2008年5月14日放送分から開始。
- マジカルランキンクイズ
ある事柄に関するベスト3をMC以外の2名が当てる。5位と4位は事前にヒントとして聞ける。
- ○○褒めまくりお買い物ゲーム（○○はお題など）
お題に対してお買い物ゲームの要領で褒めまくる。忘れたり褒め言葉が出てこない場合は罰ゲーム。ローテーションは必ずその日のMCが最初である。不定期だが新譜のリリースや番組の節目では必ず行われている。
またゲームに慣れてきた事で成功時間が長くなってきたことから「○○褒めまくりお買い物ゲームHYPER」となり、1人二つずつ言ってローテーションを回すようになった。それ以降はメンバーの大本彩乃がほとんど罰ゲームを受けており、ほぼ独擅場の状態となっている（MCで自らコーナーのルールを説明したのにも関わらず1巡目で間違えたため、その回で行われた全てのお買い物ゲームで罰ゲームを受けたこともある）。

## 特別放送

### 『市民のみんな聴いてねっ!1時間スペシャル〜お盆だよ!全員集合!』
- 本放送：2008年8月16日 22:00 - 23:00、再放送：2008年8月19日 17:00 - 18:00
- 通常放送のコーナーを一切行わず、事前に募集した市民からの要望書を中心に番組が進行した。
- 各コーナーのMCは あ～ちゃん→のっち→かしゆか→あ～ちゃん の順にローテーションした。

### 『市民のみんな聴いてねっ!1時間スペシャル〜大団円だよ!全員集合!そして武道館であいましょう・・・』
- 本放送：2008年9月27日 22:00 - 23:00、再放送：2008年9月30日 17:00 - 18:00
- 2008年8月20日放送回の最後で「Perfumeの3人は9月いっぱいをもって、マジカル☆シティ市長としての任期が満了となります!」と発表。これを受けての番組の最終回1時間スペシャル。
- 通常放送のコーナーを一切行わず、事前に募集した市民からの要望書を中心に番組が進行された。